# Daniel Vallverdú
Daniel Vallverdú (* 17. März 1986 in Valencia) ist ein ehemaliger venezolanischer Tennisspieler und heutiger -trainer.

## Bildung
Vallverdú ging mit 15 Jahren auf die Sánchez-Casal Barcelona Tennis Academy in Barcelona, eine der berühmtesten Tennisakademien. Dort lernte er seinen späteren Schüler Andy Murray kennen. 2005 begann er an der University of Miami ein Studium im Fach International Marketing and Finance. Im College-Tennis-Team der Hochschule wurde er zum Kapitän, wurde fünfmal zum All-American gewählt und kam bis Rang 3 im Einzel sowie Platz 1 im Doppel der College-Ranglisten. Er schloss das Studium 2009 mit dem Bachelor ab.

## Tenniskarriere
Zwischen 2001 und 2004 spielte Vallverdú auf der ITF Junior Tour. Dabei war er vor allem im Doppel erfolgreich, wo er Rang 15 in der Junioren-Rangliste erreichte und insgesamt auf ein kombiniertes Ranking von Platz 55 kam.
Bei den Profis spielte Vallverdú sein erstes Match noch vor seinem Studium für die venezolanische Davis-Cup-Mannschaft, für die er zwischen 2004 und 2009 in insgesamt acht Begegnungen zum Einsatz kam und fünf von zwölf Matches gewann. Die meisten seiner anderen Turnierteilnahmen erfolgten auf der drittklassigen ITF Future Tour. Dort schaffte er es 2005 und 2009 je einmal ein Endspiel zu erreichen, was ihm 2009 auch im Doppel einmal gelang. Den einzigen Auftritt außerhalb von Futures hatte Vallverdú 2008, als er an der Seite von Andy Murray eine Wildcard fürs Doppel im Londoner Queen’s Club erhielt. Sie gewannen ihr erstes Match gegen Richard Gasquet und Nicolas Mahut, bevor sie in der zweiten Runde ausschieden. Nur wenige Monate nach seinem Abschluss Mitte 2009 beendete Vallverdú seine aktive Karriere, nachdem er sich wegen einer Verletzung operieren lassen musste. In der Weltrangliste kam er im Einzel und Doppel nicht über die Top 800 hinaus.

## Trainerkarriere
Vallverdú freundete sich mit Andy Murray während der gemeinsamen Zeit an der Tennisakademie an. Er arbeitete mit ihm, als Murray sich 2010 von Miles Maclagan trennte und wurde sein Haupttrainer, als Murray ein Jahr später auch mit Álex Corretja die Zusammenarbeit beendete. Murray fragte ihn nach der Trennung selbst per Telefon. Bis 2014 arbeitete Vallverdú mit Darren Cahill und Sven Groeneveld im Trainerteam zusammen. Zwischenzeitlich war auch Ivan Lendl Teil des Trainerteams. Die Zeit war eine der erfolgreichsten für Murray, er gewann seine ersten zwei Grand-Slam-Titel und stand drei weitere Male im Endspiel. Zudem gewann er olympisches Gold bei den Spielen 2012, wo Vallverdú außerdem das gesamte britische Tennisteam betreute. 2014 wurde die Zusammenarbeit mit Murray einvernehmlich beendet.
Im November 2014 begann Vallverdú für den Tschechen Tomáš Berdych zu arbeiten. Bis zu ihrer Trennung im Mai 2016 erreichte Berdych sein Karrierehoch von Platz 4 und stand in zwei Grand-Slam-Halbfinals.
Kurz nach der Trennung von Berdych übernahm Vallverdú das Traineramt bei Grigor Dimitrow. Auch während dieser Zusammenarbeit erreichte der Spieler sein Karrierehoch (Platz 3) und gewann seinen ersten Masters-Titel sowie die ATP Finals. Die Zusammenarbeit endete nach drei Jahren im Mai 2019. Darauf folgte eine dreijährige Zusammenarbeit mit Stan Wawrinka sowie einjährige Zusammenarbeit mit Karolína Plíšková. Danach kehrte Vallverdú zu Dimitrow zurück, den er weiterhin trainiert. Unter ihm stand er das zweite Mal in einem Masters-Endspiel, gewann Anfang 2024 seinen ersten ATP-Titel seit 2017 und kehrte in die Top 10 zurück.

## Sonstige Betätigungsfelder
Vallverdú ist bei verschiedenen Turnieren als Turnierdirektor tätig oder tätig gewesen. Nach einigen Turnierausfälligen aufgrund der COVID-19-Pandemie half er dabei das ATP San Diego ins Leben zu rufen. Bei beiden Ausgaben fungierte er als Turnierdirektor und das Teilnehmerfeld war eines der stärksten für ein Turnier der ATP Tour 250. 2023 wurde er zudem der Turnierdirektor des ATP Washington sowie Co-Turnierdirektor der Next Generation ATP Finals.
Dem ATP Player Council ist Vallverdú seit 2018 als Vertreter der Trainer ansässig. 2023 wurde er das zweite Mal wiedergewählt.
Er ist Botschafter für die Charity HIA Athletes.